# Suiemți, Baranivka
Suiemți (în ucraineană Суємці) este localitatea de reședință a comunei Suiemți din raionul Baranivka, regiunea Jîtomîr, Ucraina.

## Demografie
Componența lingvistică a localității Suiemți
     Ucraineană (99,32%)
     Alte limbi (0,68%)
Conform recensământului din 2001, majoritatea populației localității Suiemți era vorbitoare de ucraineană (99,32%), existând în minoritate și vorbitori de alte limbi.